# Ardooie
Ardooie là một đô thị ở tỉnh West Flanders. Đô thị này gồm các thị trấn Ardooie và Koolskamp. Tại thời điểm ngày 1 tháng 1 năm 2006, Ardooie có dân số 9.147 người. Tổng diện tích là 34,58 km² với mật độ dân số là 265 người trên mỗi km².
Khu vực này nổi tiếng với rau đông lạnh. Sioen Industries, một công ty dệt, có trụ sở ở Ardooie.